# Новаціанізм
Новаціанізм — ранньохристиянський рух послідовників антипапи Новаціана, 250 року був оголошений єретичним.

## Новаціан
Новаціан був римським священиком, який 251 року виступив проти обрання папою римським Корнелія з тієї причини, що той був надто слабовільним. Став одним із перших антипап. Вважав, що ті, хто відійшов від вчення церкви, не можуть повертатись до неї, також вважав незаконними другі шлюби. Він та його послідовники були відлучені синодом, який відбувся в Римі у жовтні 251 року. Новацій прийняв мученицьку смерть за часів правління імператора Валеріана (253–260).

## Новаціанізм після Новаціана
Після смерті Новаціана секта його послідовників швидко поширилась майже в усіх римських провінціях, а в деяких місцинах мала значну чисельність. Вони зайшли настільки далеко, що повторно хрестили своїх новонавернених братів. Рим визнав новаціаністів єретиками.